# Miasteczko Bełz
Miasteczko Bełz (jid. ‏מײַן שטעטעלע בעלז‎ Majn sztetele Belz) – piosenka napisana w jidysz w 1932 roku do amerykańskiego przedstawienia Pieśń z getta opisująca miasto Bielce w dzisiejszej Mołdawii. Autorem oryginalnego tekstu był Jacob Jacobs, muzykę skomponował Aleksander Olshanetsky.

## Oryginalna wersja w jidysz
Isa Kremer zaśpiewała tę piosenkę o swoim rodzinnym mieście po raz pierwszy w operetce Dos lid fun geto (Pieśń z getta) wystawionej w Nowym Jorku w 1932 roku. Utwór z miejsca stał się światowym przebojem. Kremer urodziła się, spędziła dzieciństwo i młodość w Bielcach. Pesach’ke Burstein wspomina, że w Polsce Majn sztetele Belz było po raz pierwszy wykonywane przez niego w teatrze „Eldorado” na Smoczej w Warszawie w przedstawieniu z 1933 lub 1934 roku. Według Bursteina polski wydawca mylnie podał (w 1935 r.), że utwór został napisany – a nie wykonany – przez niego, co doprowadziło do konfliktu z Jacobsem i Olshanetskym w Nowym Jorku, kiedy ci otrzymali kopię polskiego wykonania. Pierwsze amerykańskie wydania nutowe zostały opublikowane w 1932 oraz 1933.

## Sprawa sądowa
Sprawa sądowa wytoczona przez wydawnictwo J. E. J. Kamen Corporations oraz autorów Jacoba Jacobsa (1892-1972) i Aleksandra Olszanieckiego (composer, 1892-1946) przeciw lwowskiej firmie Pro Arte w osobach profesora Stanisława Krebsa oraz autorów Jarosława Kuryłowicza, Noego Lichta (kompozytor) i Leopolda Freya (kompozytor, członek orkiestry Adrii)  została rozpoczęta w 1936 roku. Oskarżeni twierdzili, że zarówno słowa jak i muzyka zostały zaczerpnięte z motywów ludowych. Dr Koffler twierdził, że muzyka i słowa są mu znane od ponad 30 lat. Dyrektor konserwatorium Sołtys nie wykluczał motywów ludowych. Adwokat i tłumacz przysięgły języka jidysz i hebrajskiego Klinghoffer potwierdził różnice w tekście. W imieniu strony amerykańskiej oskarżał adwokat Kruhl. Obrońcami byli adwokaci Landau, Rabner oraz Schargel. Proces zakończony został 12 marca 1937 roku wyrokiem uniewinniającym. 

## Polskie wersje
Początek polskiego tekstu „Miasteczko Bełz” (tango sentymentalne) z 1935 roku wykonywanego przez Adama Astona na płycie Syrena Record SE8316 (rok 1935) oraz Tadeusza Faliszewskiego na płytach SE8410 (rok 1935) oraz SE9438 zaczyna się od Pamiętam temu 20 już lat / gdym szedł w daleki nieznany świat / me oczy były tak pełne łez / gdym żegnał mój rodzinny Bełz. Jako autorzy muzyki tego tanga są mylnie podani Burstein i Lith, autorem tekstu był Roman. Firma ODEON wydała to tango (numer 18529) w 1936 roku w wykonaniu Stefana Żurowskiego; jako autorów tekstu podano L. Frey, J. Roman, a muzyki P. Burstein oraz N. Lith.
Utwór jest często błędnie kojarzony z miasteczkiem Bełz (do 15 lutego 1951 miasto w granicach Polski, obecnie należy do Ukrainy). Przyczyniła się do tego zbieżność wynikająca stąd, iż w jidysz nazwa mołdawskich Bielców brzmi Belc jid. ‏בעלץ‎. Tekst piosenki „Miasteczko Bełz” Agnieszki Osieckiej nie jest przekładem oryginalnego tekstu Jacoba Jacobsa.
W 1938 wyświetlano w Polsce film pt. Mein sztetełe Bełz (Miasteczko Bełz) w kinie Metro przy Smoczej 30.

## Wykonawcy
Utwór w jidysz wykonywany był później m.in. przez Barry Sisters, po polsku śpiewał ją m.in. Adam Aston. W Polsce piosenka znajduje się m.in. w repertuarze Magdy Umer – z polskimi słowami Agnieszki Osieckiej. Piosenkę w jidysz wykonują Gołda Tencer i Sława Przybylska.
W 2002 roku piosenkę nagrał zespół Raz, Dwa, Trzy na swojej płycie „Czy te oczy mogą kłamać”. W 2009 roku nową interpretację tego utworu nagrała na swojej płycie Nina Stiller.

## Warszawo ma
Na melodię tej piosenki w 1946 Ludwik Starski do filmu Zakazane Piosenki napisał tekst "Warszawo Ma", zaśpiewany przez Zofię Mrozowską. Autorstwo słów bywa mylone, bo o tymże tytule, ale o całkiem innym charakterze, w 1928 napisał piosenkę Andrzej Włast (zamordowany w 1942 lub 1943 w Getcie Warszawskim) do muzyki Kazimierza Oberfelda (zmarłego w styczniu 1945 podczas marszu śmierci z Auschwitz-Birkenau).